# 1 halerz czechosłowacki (1953)
1 halerz (cz. 1 haléř, słow. 1 halier) – czechosłowacka moneta obiegowa o nominale 1 halerza bita w latach 1953–1960, jednak pozostająca w obiegu aż do roku 1993.

## Wzór
W centralnej części awersu umieszczono pochodzące z małego herbu Czechosłowacji godło państwowe – heraldycznego wspiętego lwa w koronie o podwójnym ogonie. Na jego piersi znajdował się herb Słowacji – podwójny krzyż na trójwzgórzu. Poniżej umieszczono rok bicia (zapisany zewnętrznie), zaś wzdłuż otoku inskrypcję „REPUBLIKA ČESKOSLOVENSKÁ” (zapisaną wewnętrznie).
Rewers monety przedstawiał duży, zapisany arabską cyfrą nominał pod pięcioramienną gwiazdą otoczony wieńcem gałązek lipowych, które u dołu przewiązane były wstęgą.

## Nakład
Podstawą prawną wprowadzenia monet nowego wzoru była ustawa z 30 maja 1953 r. o reformie walutowej. Zgodnie z postanowieniami zarządzenia Ministra Finansów z tego samego dnia jednohalerzowe monety bito z krążków o gładkim rancie, grubości 1 i średnicy 16 mm. Wytwarzano je z aluminium, choć dokładny stop nie został zdefiniowany w żadnym akcie prawnym (według jednej z wersji był to stop Al96,65Mg3Mn0,35). Z uwagi na swoje niewielkie rozmiary oraz bardzo lekki materiał, z jakiego były wykonane, każda z jednohalerzówek ważyła zaledwie 0,5 g. Oficjalnie nie ujawniono osoby autora wzoru monet, choć wskazuje się, że projekt powstał w Związku Radzieckim.
Pierwsze egzemplarze z 1953 roku powstały w mennicy w Leningradzie, kolejne już w rodzimej Kremnicy. Monety o tym wzorze bito do 1960 roku, po czym zastąpiono je wariantem z 1962 roku. Łącznie w latach 1953–1960 powstało niespełna 189 mln sztuk tych monet, z czego 30 mln w pierwszym roku. Pomimo znikomego zapotrzebowania tak niski nominał, jednohalerzówka o wzorze z 1953 roku formalnie pozostawała w obiegu aż do końca istnienia państwa czechosłowackiego, ulegając denominacji w Czechach i na Słowacji odpowiednio z końcem kwietnia i z końcem lipca 1993 roku.